# Bol'šaja Kakša
La Bol'šaja Kakša (in russo Большая Какша?) è un fiume della Russia europea centrale, affluente di sinistra della fiume Vetluga (bacino del Volga). Scorre nel Šabalinskij rajon dell'oblast' di Kirov e nei rajon Šachunskij e Vetlužskij dell'oblast' di Nižnij Novgorod.

## Descrizione
La sorgente del fiume si trova entro i confini del villaggio di Leninskoe, il centro amministrativo del distretto Šabalinskij. La direzione generale della corrente è sud-ovest. Per la maggior parte attraversa aree boschive. Sfocia nella Vetluga a 403 km dalla sua foce, pochi chilometri a nord-est della città di Vetluga. Il fiume ha una lunghezza di 138 km, l'area del suo bacino è di 2 250 km².